# Secca di Scarborough
La secca di Scarborough, chiamata anche Bajo de Masinloc in lingua spagnola, Secca di Panatag (in filippino: Kulumpol ng Panatag), o Huangyan Island (in lingua cinese mandarino 黄岩岛 Huáng Yán Dǎo), sono due scogli di un atollo in una secca situata tra il banco di Macclesfield e Luzon nel Mar Cinese Meridionale.
I due scogli e l'area circostante sono un territorio conteso rivendicato dalle Filippine sulla base della loro citazione nella Mappa Velarde del 1734 e da Cina e Taiwan sulla base della controversa linea dei nove punti. La disputa sulla sovranità della secca di Scarborough si colloca nella più ampia disputa sul Mar Cinese Meridionale che comprende altre isole.
La secca di Scarborough è stata amministrata dalle Filippine (provincia di Zambales) fino al 2012 quando l'area venne occupata da navi militari cinesi inviate a contrastare i pescherecci filippini.

## Geografia
La secca di Scarborough è formata da una serie di scogli e scogliere di forma triangolare con un perimetro di circa 46 km e una superficie complessiva di 150 km² considerando anche la laguna interna. Il punto più elevato, chiamato South Rock ha un'altitudine di 1,8 m s.l.m. durante l'alta marea. A nord di questa roccia si trova un canale largo circa 370 metri e profondo 11 metri che porta all'interno della laguna racchiusa da scogli coralliferi, tra i quali l'appena più elevato North Rock e che formano un atollo.
La secca è situata circa 198 km a ovest della baia di Subic. Ad est della secca si trova la profonda fossa di Manila. La terra emersa più vicina è Palauig, sull'isola filippina di Luzon che si trova 220 km ad est della secca.

## Storia
La secca, fin dal 1935 è considerata dalla Cina come appartenente alle isole Zhongsha (Zhongsha Qundao), il termine Qundao può essere tradotto come "arcipelaghi" motivo per cui vi vengono fatti ricomprendere gruppi di isole e scogli geograficamente anche molto distanti.
La disputa sulla sovranità della secca iniziò nel 1997 quando navi da guerra filippine impedirono l'accesso all'area ad alcuni pescherecci cinesi, la zona intorno alla secca è infatti un'area molto pescosa.

### Corte permanente di arbitrato
Nel gennaio del 2013 le Filippine si sono appellate alla Corte permanente di arbitrato contro la Cina sostenendo che la "linea dei nove punti" è contraria a quanto stabilito dalla Convenzione delle Nazioni Unite sul diritto del mare (UNCLOS).
La sentenza emessa il 12 luglio 2016 stabilisce che le rivendicazioni della Cina non hanno alcuna base storica e che l'occupazione dell'area rappresenta una violazione della Zona economica esclusiva delle Filippine.
Il governo cinese ha dichiarato di non riconoscere l'autorità e quindi la sentenza della Corte permanente di arbitrato liquidandola come cospirazione degli Stati Uniti per minare l'ascesa del paese come potenza mondiale.